# 奥平貞幹
奥平 貞幹（おくだいら さだもと、享保4年11月27日（1720年1月6日） - 安永3年1月8日（1774年2月18日））は、伊予松山藩家老、奥平藤左衛門家5代当主。
父は奥平貞継。子は奥平貞教。通称は藤五郎、藤左衛門。

## 生涯
享保4年（1720年）11月27日、松山で生まれる。享保17年（1732年）、享保の大飢饉における藩政の不始末の責任を問われ、父貞継が蟄居を命じられる。享保19年（1734年）、新知1500石を賜り、大名分嫡子並とされる。享保21年（1736年）、蟄居処分を解かれ、父貞継が大坂表に立ち退く。寛保元年（1741年）8月、父貞継の政敵であった家老奥平貞国が、久万山騒動（久万山地域の領民が大挙して大洲藩に逃散する事件）の責任を負わされて流罪となる。同年12月、家老、組頭となり与力を預かる。寛保2年（1742年）4月、大坂表より、貞継が帰藩し家老に復帰。宝暦8年（1758年）、軍用方を兼任。宝暦10年（1760年）、500石の加増を受ける。宝暦13年（1763年）、藩主松平定功の家督相続の御礼言上の際に、江戸城で将軍徳川家治に拝謁。明和2年（1765年）、藩主松平定静の家督相続の御礼言上の際に、将軍家治に拝謁する。
安永2年（1773年）、父の隠居によりその知行3500石のうち1500石を相続し、知行3500石となる。
安永3年（1774年）1月8日死去。享年56。家督は嫡男の貞教が相続した。